# Südostrumänien

Südostrumänien

Südostrumänien (rumänisch Sud-Est) ist eine der acht Planungsregionen in Rumänien auf der Ebene NUTS 2. Wie andere Entwicklungsregionen hat sie keine Verwaltungsbefugnisse. Ihre Hauptaufgabe ist die Koordinierung regionaler Entwicklungsprojekte und die Verwaltung von EU-Mitteln.

## Geografie
Die Region umfasst den südöstlichen Teil des Landes und schließt die alten historischen Regionen Dobrudscha, Südmoldau und Ostmuntenien ein. Die Region besteht aus folgenden sechs Kreisen:
- Kreis Brăila
- Kreis Buzău
- Kreis Constanța
- Kreis Galați
- Kreis Tulcea
- Kreis Vrancea

## Demografie
Die Einwohnerzahl lag im Jahr 2021 bei 2.350.135 Personen auf ca. 36.000 km². 94,3 % der Bevölkerung sind Rumänen, 2,9 % sind Roma und 2,7 % gehören anderen Ethnien an.

### Bevölkerungsentwicklung
| Jahr             | Einwohnerzahl |
| ---------------- | ------------- |
| 1977 (Zensus)    | 2.701.027     |
| 1992 (Zensus)    | 2.963.177     |
| 2002 (Zensus)    | 2.848.219     |
| 2011 (Zensus)    | 2.545.923     |
| 2021 (Schätzung) | 2.350.135     |

## Wirtschaft
Im Jahr 2019 lag das regionale Bruttoinlandsprodukt je Einwohner, ausgedrückt in Kaufkraftstandards, bei 58 % des Durchschnitts der EU-27.